# شیرجه در المپیک تابستانی
شیرجه در بازی‌های المپیک تابستانی  نام رویدادهای ورزش شیرجه در بازی‌های المپیک تابستانی است که هر چهار سال برگزار شد.

## جدول توزیع مدال
| رتبه  | کشور                      | طلا | نقره | برنز | مجموع |
| ۱     | ایالات متحده آمریکا (USA) | ۴۹  | ۴۲   | ۴۴   | ۱۳۵   |
| ۲     | چین (CHN)                 | ۳۳  | ۱۷   | ۹    | ۵۹    |
| ۳     | سوئد (SWE)                | ۶   | ۸    | ۷    | ۲۱    |
| ۴     | روسیه (RUS)               | ۴   | ۸    | ۶    | ۱۸    |
| ۵     | اتحاد شوروی (URS)         | ۴   | ۴    | ۶    | ۱۴    |
| ۶     | ایتالیا (ITA)             | ۳   | ۴    | ۲    | ۹     |
| ۷     | استرالیا (AUS)            | ۳   | ۳    | ۶    | ۱۲    |
| ۸     | تیم متحد آلمان (EUA)      | ۳   | ۱    | ۰    | ۴     |
| ۹     | آلمان (GER)               | ۲   | ۸    | ۱۰   | ۲۰    |
| ۱۰    | آلمان شرقی (GDR)          | ۲   | ۲    | ۳    | ۷     |
| ۱۱    | مکزیک (MEX)               | ۱   | ۶    | ۶    | ۱۳    |
| ۱۲    | کانادا (CAN)              | ۱   | ۴    | ۶    | ۱۲    |
| ۱۳    | چکسلواکی (TCH)            | ۱   | ۱    | ۰    | ۲     |
| ۱۴    | دانمارک (DEN)             | ۱   | ۰    | ۱    | ۲     |
| ۱۵    | یونان (GRE)               | ۱   | ۰    | ۰    | ۱     |
| ۱۶    | بریتانیای کبیر (GBR)      | ۰   | ۲    | ۵    | ۷     |
| ۱۷    | تیم متحد (EUN)            | ۰   | ۲    | ۱    | ۳     |
| ۱۸    | مصر (EGY)                 | ۰   | ۱    | ۱    | ۲     |
| ۱۹    | فرانسه (FRA)              | ۰   | ۱    | ۰    | ۱     |
| ۲۰    | اوکراین (UKR)             | ۰   | ۰    | ۲    | ۲     |
| ۲۱    | مالزی (MAS)               | ۰   | ۰    | ۱    | ۱     |
| مجموع | مجموع                     | ۱۱۴ | ۱۱۴  | ۱۱۶  | ۳۴۴   |